# Olcyphides bicarinatus
Olcyphides bicarinatus är en insektsart som först beskrevs av Carl Stål 1875.  Olcyphides bicarinatus ingår i släktet Olcyphides och familjen Pseudophasmatidae. Inga underarter finns listade i Catalogue of Life.